# Frascuelo
Salvador Sánchez Povedano (Churriana de la Vega, provincia de Granada, 23 de diciembre de 1842-Madrid, 8 de marzo de 1898), conocido como Frascuelo, fue un torero español, considerado como una de las grandes figuras de la tauromaquia de finales del siglo XIX, junto con Lagartijo y Guerrita, y uno de los artífices de la «primera revolución del toreo».

## Biografía

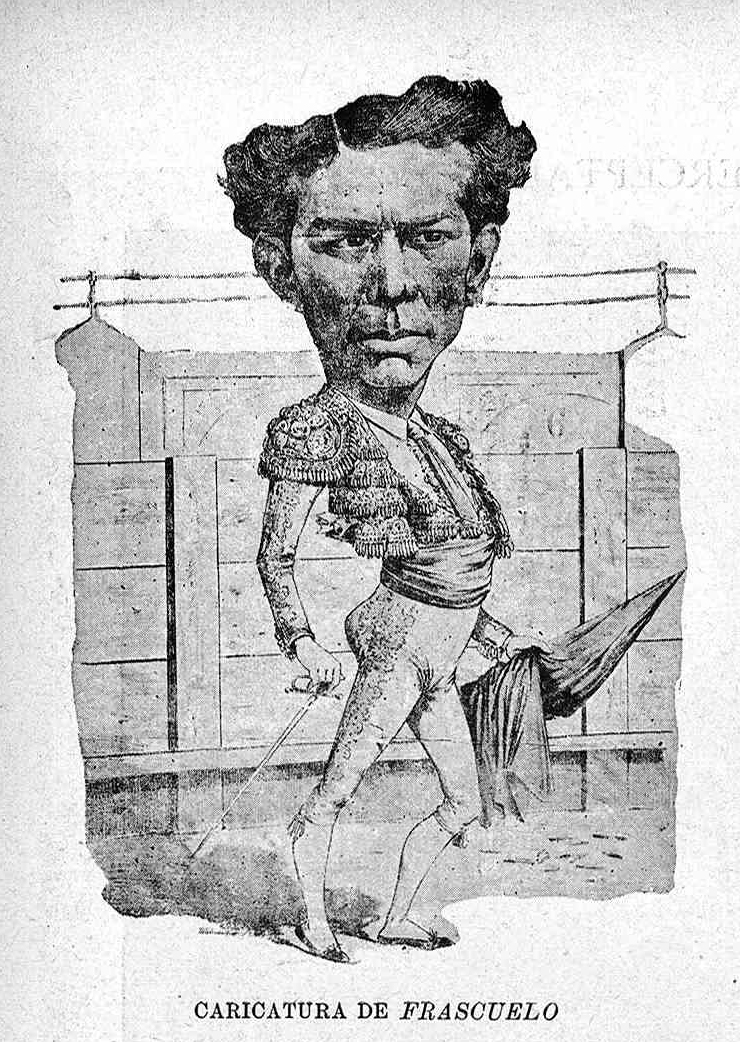
Caricaturizado por Mecachis

En su infancia se trasladó con su familia a Sádaba (Zaragoza), en donde murió su padre, José Sánchez, y luego, en compañía de su hermano Francisco y su madre, a Madrid, en donde, tras trabajar en el ferrocarril y como colocador de papel pintado, se formó como torero.
Tomó la alternativa el 27 de octubre de 1867 de manos de Francisco Arjona Herrera «Cúchares», con un toro llamado Señorito. Mantuvo, en lo mejor de su carrera desde 1868 hasta 1889, una famosa rivalidad con Rafael Molina «Lagartijo» comparable a la que antes mantuvieron Pedro Romero y Costillares y después Joselito y Belmonte. Entre sus faenas destacarían las de la plaza de toros de la Puerta de Alcalá los días 19 de septiembre de 1869 y 22 de octubre de 1871. En 1880 inauguró la plaza de toros de Alburquerque (Badajoz) encerrándose en solitario con tres toros de la ganadería de Trespalacios. En la Corrida de la Beneficencia de 1874, estoqueó seis toros. Ese mismo año, mató el último toro lidiado en la plaza de la Puerta de Alcalá, el 9 de julio de 1874. En la Corrida de la Beneficencia de 1882, sostuvo un mano a mano con Lagartijo. Inauguró la plaza de toros de La Línea de la Concepción el 20 de mayo de 1883 junto a Antonio Carmona (el Gordito de Sevilla) y Antonio Ortega (el Marinero de Cádiz). El 2 de junio de 1886 inauguró la plaza de toros de Haro en festejo con Lagartijo.
Tras recibir varias cornadas de gravedad, se retiró el 12 de mayo de 1890 en la plaza de toros de Madrid, en una corrida en la que le otorgó la alternativa a su paisano granadino, Antonio Moreno Lagartijillo. En esta corrida y en honor a Frascuelo toreó también Guerrita. En total había toreado 1236 corridas, matando 3801 toros. Al retirarse del toreo fijó su residencia en Torrelodones, en la Finca Monte el Gasco, donde todavía puede verse una verja con el hierro de su ganadería. Le unía una gran amistad con la infanta Isabel «La Chata», quien siempre que pasaba por Torrelodones en tren, ordenaba que se detuviera para poder saludarle.

## Los diez mandamientos del toreo

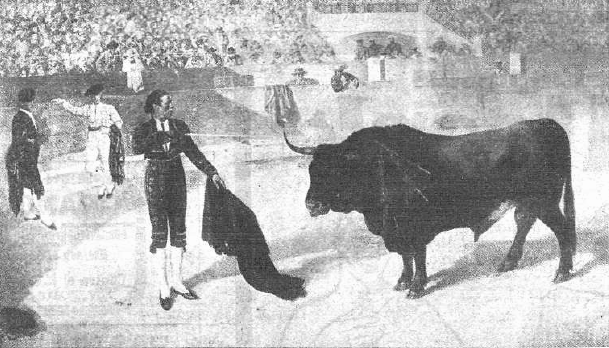
Estampa que reproduce a Frascuelo entrando a matar

El 26 de marzo de 1925, el crítico taurino Maximiliano Clavo, a través de su pseudónimo «Corinto y Oro», recuperó y publicó en la revista Mundo Gráfico este decálogo atribuido a Frascuelo, escrito con un lenguaje coloquial cuando el torero ya estaba retirado. Este es el texto publicado:
- Primero: amar a Paquiro sobre todas las coletas.
- Segundo: no jurar que vas a meterte en el morrillo de los toros para luego no arrimarte nada.
- Tercero: santificar la fiesta española, entendiéndose que santificarla no es tirar el pego.
- Cuarto: honrar a la afición que da cuanto se le pide y más de lo que puede.
- Quinto: no matar como Rafael el Gallo.
- Sexto: no amolar tanto a los toros ni a los espectadores.
- Séptimo: no hurtar las ingles a las arrancadas de los astados, ni hurtar tantos billetes como se viene haciendo.
- Octavo: no decir en los telegramas que tú estuviste colosal y tu compañero desastroso.
- Noveno: no desear la cupletista o super-tanguista de tu prójimo.
- Décimo: no codiciar el contrato del colega; ni el colchón del zapatero, del hojalatero y del tapicero, cuando el colchón va a la casa de empeños para luego no ver más que huir a los toreros de arriba, de abajo, de la derecha y de la izquierda.